# Ласа апсо
Ласа Апсо је неспортска раса паса пореклом са Тибета.  Одгојен је као чувар унутaр  будистичких манастира како би упозорио монахе на уљезе. Ласа је главни град Тибета, а апсо је реч из тибетанског језика. Постоје одређена неслагања око тачног порекла имена - неки тврде да је реч "апсо" англицизирани облик тибетанске речи за гоатее ("аг-тсхом", ཨག་ ཚམ་) или можда "ра-пхо" (ར་ ཕ་) што значи "јарац". То такође може бити сложена именица која значи „кора-чувар“ (лит. „ап“ [འབ་], лајати и чувати). 
Идеално би мушки Ласа Апсо требало да буде око 27,3 цм у гребену и тежити око 18 до 18.5 килограма. Женке су нешто мање и теже од 12 до 14 килограма. Стандард пасмине захтева тамносмеђе очи и црни нос мада може бити и браон боје. Текстура длаке је гиста, равна, тврда, нити вунене, свиленкасте и густе. Долазе у широком распону боја, укључујући црну, белу, црвену и златну са разним сенкама. Ласа може имати тамне врхове на крајевима ушију и браде. Реп треба да се носи високо преко леђа. Стандард пасмине који тренутно користи Амерички кинолошки клуб одобрен је 11. јула 1978. 

## Темперамент
Будући да су га тибетански будистички монаси узгајали у затвореним манастирима, Ласа Апсо је будан са оштрим слухом. Идеалан темперамент је да се обазире на странце, а да буде лојалан онима који су му најближи. Ако нису обучени, могу бити врло агресивни према странцима. Они заузимају 68. место од укупно 79 у Станлеи Корен-овој књизи "Интелигенција паса" (The Intelligence of Dogs).
Ласа Апсо су независни, одани и верни пси, али могу бити сумњичави према странцима. Пошто показују оданост својим власницима, обавестиће своје господаре кад не желе нешто да ураде. Лежаће равно не померајући се и одбиће да ходају или ће покушати да се повуку. Време и стрпљење ће изградити поверење између Ласа и власника.
Реагује на вежбање и дисциплину мирном асертивном енергијом. Овим псима је потребна рана социјализација са псима и другим људима a и током целог живота. Пошто је Ласа Апсо независна и интелигентна пасмина, штене у кући захтева пажњу и стрпљење, али заузврат могу бити прилично забавни и брижни пратиоци. Циљ им је да удовоље власницима и уживају у вежбама. Док се њихова личност поклапа са њиховом величином, потребан им је дом у којем би се спречиле повреде. Уживају у вишим местима у кући где могу видети све што се догађа.
Ласа Апсо је дуговечна пасмина, а многи доброг здравља живели су и и око 20 година. Просечна старост је 12-14 година. Постоји неколико здравствених проблема специфичних за овy пасмину. Њихов вид може се погоршати с годинама и тешко подносе слепоћу са неколико приметних промена у понашању.